# Hermógenes (arquitecto)
Hermógenes de Alabanda (en griego, Ἑρμογένης) fue un arquitecto griego natural de Alabanda en Caria que inventó el orden pseudodíptero, una forma de templo que aparentemente sólo tenían dos filas de columnas con lo que se conseguía un fuerte ahorro en dinero y trabajo. Favoreció el modelo jónico sobre el dórico. Construyó un templo de Artemisa en Magnesia y un templo de Dioniso en Teos. 